# Larisa Korobejnikova
Larisa Victorovna Korobejnikova (in russo Лариса Викторовна Коробейникова?; Kurgan, 26 marzo 1987) è una schermitrice russa, specializzata nel fioretto.

## Biografia
Ha conquistato una medaglia d'argento ai giochi olimpici di Londra 2012 nel fioretto a squadre. Ha anche conquistato una medaglia d'argento nel fioretto a squadre ai campionati mondiali di scherma di Adalia del 2009. Ha nuovamente raggiunto il podio, vincendo una medaglia di bronzo, sempre nel fioretto a squadre, ai campionati europei di scherma di Lipsia del 2010.
Ha rappresentato il ROC ai Giochi olimpici di Tokyo 2020, dove ha vinto la medaglia d'oro nel fioretto a squadre e quella di bronzo nel fioretto individuale.

## Palmarès

### Risultati élite
In carriera ha ottenuto i seguenti risultati:
Giochi olimpici
Individuale
- Bronzo nel fioretto a Tokyo 2020

A squadre
- Argento nel fioretto a Londra 2012
- Oro nel fioretto a Tokyo 2020

Mondiali
Individuale
A squadre
- Argento nel fioretto ad Adalia 2009
- Oro nel fioretto a Catania 2011
- Bronzo nel fioretto a Budapest 2013
- Argento nel fioretto a Kazan' 2014
- Argento nel fioretto a Mosca 2015
- Oro nel fioretto a Rio 2016
- Oro nel fioretto a Budapest 2019

Europei
Individuale
- Bronzo nel fioretto a Legnano 2012
- Argento nel fioretto a Montreux 2015
- Argento nel fioretto a Toruń 2016

A squadre
- Bronzo nel fioretto a Lipsia 2010
- Argento nel fioretto a Sheffield 2011
- Bronzo nel fioretto a Legnano 2012
- Oro nel fioretto a Toruń 2016
- Oro nel fioretto a Düsseldorf 2019

## Onorificenze

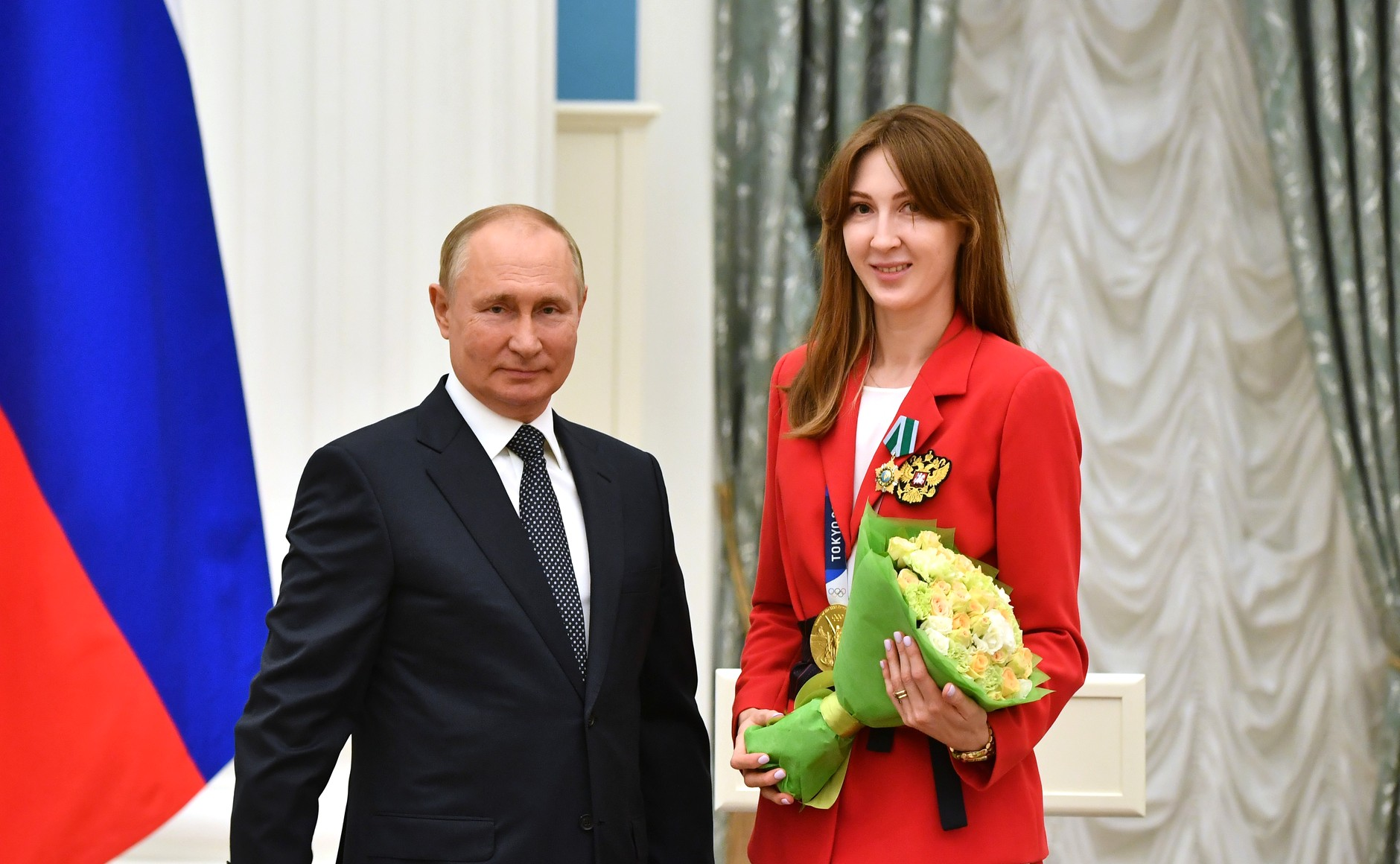
Il presidente russo Vladimir Putin e Larisa Korobejnikova, alla cerimonia per l'assegnazione dell'Ordine dell'Amicizia, settembre 2021.